# Homalodromia coppingeri
Homalodromia coppingeri är en kräftdjursart som beskrevs av Edward John Miers 1884.
Homalodromia coppingeri ingår i släktet Homalodromia och familjen Dromiidae. Inga underarter finns listade i Catalogue of Life.